# Pál Csernai
Pál Csernai (ur. 21 października 1932 w Pilis, zm. 1 września 2013 w Budapeszcie) – węgierski piłkarz i trener piłkarski.

## Kariera piłkarska
Urodził się w szeklerskiej rodzinie pochodzącej z Transylwanii. Na początku swej przygody z piłką reprezentował barwy Csepelu Budapeszt, grającego wówczas w 1. lidze węgierskiej. W 1955 roku rozegrał 2. mecze dla reprezentacji Węgier. Po rewolucji 1956 opuścił Węgry i przeniósł się do RFN. Trafił do grającego w 1. lidze Karlsruher SC. W 1959 roku odszedł do Stuttgarter Kickers, gdzie w 1965 roku zakończył piłkarską karierę.

## Kariera trenerska
W 1967 roku otrzymał dyplom trenera piłki nożnej. Rok później podjął swą pierwszą pracę zawodową jako szkoleniowiec drugoligowego niemieckiego Wackeru 04 Berlin. W trakcie dwóch lat pracy zajął z drużyną kolejno 4. i 5. miejsce w lidze. Następnie znalazł zatrudnienie w SSV Reutlingen 05, z którym uplasował się na 15. miejscu w tabeli.
W latach 1971–1972 pracował jako trener pierwszoligowego, belgijskiego Royal Antwerp FC.
W 1973 roku powrócił do Niemiec, by objąć stanowisko selekcjonera reprezentacji Badenii-Wirtembergii. Tamże odniósł swój pierwszy szkoleniowy sukces, wygrywając amatorski puchar landów, w którym występowali w większości zawodnicy z 3. ligi niemieckiej.
1 lipca 1977 roku Gyula Lóránt, trener pierwszoligowego Eintrachtu Frankfurt mianował go swym asystentem.

### Bayern Monachium
26 listopada 1977 roku Eintracht Frankfurt podejmował na własnym terenie Bayern Monachium. Spotkanie zakończyło się zwycięstwem gospodarzy 4-0, po golach Hölzenbeina, Wenzela, Krausa i Grabowskiego. Po tym meczu Bayern znajdował się w strefie spadkowej, natomiast Eintracht był ósmy w tabeli. Zdecydowano się na zamianę, w wyniku której do Frankfurtu przeniósł się trener bawarczyków Dettmar Cramer, a do Monachium Gyula Lóránt wraz z Csernaiem. Sezon Bayern zakończył na 12. miejscu (najgorszym w ich historii w Bundeslidze), a Kapryśna Diwa na 7.
W nowym sezonie bawarczycy z takimi zawodnikami jak Sepp Maier, Gerd Müller, czy Klaus Augenthaler w składzie mieli zdobyć pierwsze od pięciu lat mistrzostwo Niemiec. Po rozczarowującej rundzie jesiennej Lóránt został zwolniony, a tymczasowo obowiązki pierwszego trenera przejął Pál Csernai. Wilhelm Neudecker, ówczesny prezes Bayernu Monachium chciał, aby nowym szkoleniowcem został Maximilian Merkel, jednak wobec sprzeciwu drużyny, która domagała się, by to Csernai objął stanowisko na stałe, Neudecker podał się do dymisji. Drużyna pod wodzą Csernaia zakończyła sezon na 4. miejscu w tabeli.
W następny sezonie Bayern musiał poradzić sobie bez Seppa Maiera, który zakończył karierę oraz Gerda Müllera i Branko Oblaka, którzy postanowili odejść z klubu. Csernai uznał, że to dobry moment, aby przebudować drużynę. Główne role w nowej taktyce odgrywali Paul Breitner i Karl-Heinz Rummenigge, których duet zaczął być nazywany „FC Breitnigge” i do dziś jest uznawany za jeden z najlepszych w historii piłki nożnej. Pierwszy pełny sezon na stanowisku trenera monachijczyków, Csernai zakończył zdobyciem pierwszego od 6 lat Mistrzostwa Niemiec. Doszedł także do półfinału Pucharu UEFA, w którym jednak musiał uznać wyższość swego byłego klubu, Eintrachtu Frankfurt, przegrywając w dwumeczu 5-3.
W sezonie 1980–1981 Bayern Monachium obronił tytuł mistrzowski, oraz doszedł do półfinału Pucharu Mistrzów, w którym przegrał z późniejszym tryumfatorem rozgrywek – Liverpoolem.
W kolejnym sezonie drużyna Csernaia musiała na krajowym podwórku zadowolić się Pucharem Niemiec, bowiem po mistrzostwo kraju sięgnęła drużyna z Hamburga, dowodzona przez legendarnego Ernsta Happela. W Pucharze Mistrzów FC Bayern doszedł aż do finału, w którym po golu Petera Withe przegrał z Aston Villą.
Rok później Bayernowi znów nie udało się zdobyć Mistrzostwa, drużyna szybko odpadła z Pucharu Niemiec, a w Pucharze Zdobywców Pucharów zostali wyeliminowani już w ćwierćfinale przez Aberdeen F.C. Alexa Fergusona. Słaba postawa drużyny, a także arogancka postawa Pála Csernaia, przez którą z klubu wycofywali się kolejni sponsorzy, doprowadziły do zwolnienia Węgra, a stanowisko po nim przejął Udo Lattek.

### Dalsza kariera szkoleniowa
Csernai został zatrudniony w greckim PAOK FC. Już w 2. rundzie Pucharu UEFA trafił na FC Bayern. Zarówno pierwsze spotkanie, jak i rewanż zakończyły się bezbramkowymi remisami. Po dramatycznej serii rzutów karnych Bayern zwyciężył 9-8. Drużyna Csernaia sezon zakończyła bez tytułu mistrzowskiego, a on sam przeniósł się do Benfiki Lizbona.
W Portugalii 52-letni wówczas szkoleniowiec zdobył krajowy Puchar, w finale pokonując 3-1 FC Porto. Csernai popadł jednak w konflikt ze swoimi piłkarzami, co doprowadziło do jego odejścia po roku pracy.
Węgier pracował następnie w Borussii Dortmund, Fenerbahçe SK, Eintrachcie Frankfurt, BSC Young Boys oraz Hercie Berlin, jednak w żadnym z tych klubów nie przepracował dłużej niż jeden sezon.
W latach 1993–1994 pracował z reprezentacją Korei Północnej, jednak nie udało mu się awansować na Mundial 1994 w USA.
Jego ostatnią pracą było trenowanie FC Sopron z rodzimej pierwszej ligi. Drużyna zajęła ostatnie miejsce w tabeli i została zdegradowana, natomiast Csernai zakończył karierę trenerską.